# Zvonimir Plavčić
Zvonimir Plavčić (* 1. September 2004 in Nova Bila) ist ein bosnischer Fußballspieler.

## Karriere

### Verein
Plavčić begann seine Karriere beim NK Čelik Zenica. Zur Saison 2020/21 wechselte er nach Deutschland in die Jugend des SC Paderborn 07. Ab der Saison 2021/22 spielte er für die U-19-Mannschaft von Paderborn. Im Februar 2023 debütierte er für die Reserve von Paderborn in der Oberliga. Bis zum Ende der Saison 2022/23 kam er zu sechs Einsätzen in der fünfthöchsten Spielklasse.
Zur Saison 2023/24 wechselte der Angreifer zum österreichischen Zweitligisten SV Lafnitz. Nachdem er zunächst noch für die Amateure gespielt hatte, debütierte er im November 2023 in der 2. Liga, als er am 13. Spieltag jener Saison gegen den FC Admira Wacker Mödling in der 58. Minute für Jakob Knollmüller eingewechselt wurde. Für Lafnitz kam er insgesamt zu 16 Zweitligaeinsätzen, ehe er mit dem Team am Ende der Saison 2024/25 aus der 2. Liga abstieg.
Zur Saison 2025/26 kehrte Plavčić anschließend nach Deutschland zurück und wechselte zu Regionalligist KSV Hessen Kassel.

### Nationalmannschaft
Plavčić gab im September 2022 sein Debüt in der bosnischen U-19-Mannschaft und absolvierte insgesamt drei Partien.